# Exoprosopa insulata
Exoprosopa insulata är en tvåvingeart som först beskrevs av Walker 1852.  Exoprosopa insulata ingår i släktet Exoprosopa och familjen svävflugor. Inga underarter finns listade i Catalogue of Life.